# Dexia aurohumera
Dexia aurohumera là một loài ruồi trong họ Tachinidae.